# 明願寺 (岡崎市)

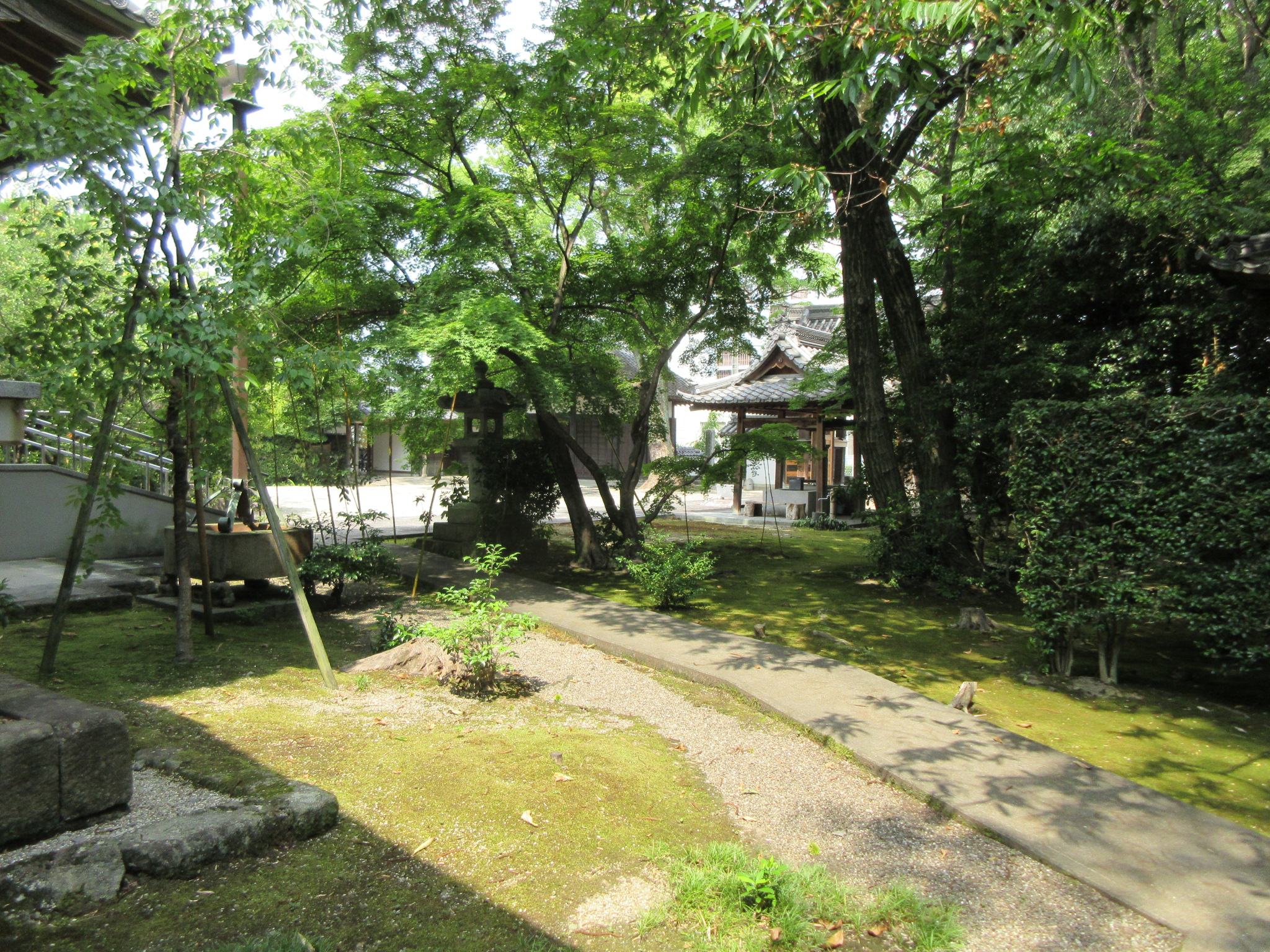
明願寺の境内

明願寺（みょうがんじ）は、愛知県岡崎市伊賀町にある浄土真宗本願寺派の寺院。本尊は阿弥陀如来。江戸前期の茶人、山田宗徧の唯一の遺構（茶室）があることで知られる。

## 概要
創建の年代はよくわかっていない。もともとは天台宗真福寺の別院であったが、住職の清山が蓮如に帰依したことから、文明2年（1470年）に浄土真宗本願寺派に改宗した。200数十年前に建てられた本堂には本尊の阿弥陀如来像が安置されている。
「淇篆庵（きろくあん）」は、明暦元年（1655年）に山田宗徧によって建てられた二帖茶室で、当初は吉田城の城下町にあった。当時の藩主小笠原忠知が掛川藩に移封になると、茶室は宗徧の次男・山田久作により、掛川城の城下にある円満寺（静岡県掛川市）に移された。そして享保20年（1735年）5月10日、久作の子・山田茂右衛門が、宗徧伝来の茶器とともに円満寺住職の実兄である明願寺住職・淇篆庵撲民（きろくあんぼくみん）に寄進し、現在地に移築された。茶室は、切妻造の平家建、桟瓦葺で、こけら葺の庇を付ける。
その後、宗徧の江戸門流（江戸千家）5代目の龍溪が天保年間（1830年～1843年）に四畳半の茶室「弟也斎」を増築した。淇篆庵は県の文化財に、弟也斎は市の文化財にそれぞれ指定されている。
茶室は非公開。ただし毎年4月の日曜日に開かれるお茶会で一般公開される。

## 文化財
以下の物件が文化財に指定されている。
| 指定名称     | 指定別           | 種別   | 指定年月日                |
| ------------ | ---------------- | ------ | ------------------------- |
| 淇篆庵並水屋 | 県指定有形文化財 | 建築物 | 1979年（昭和54年）6月13日 |
| 弟也斎       | 市指定文化財     | 建築物 | 1978年（昭和53年）6月15日 |